# Myhajlo Kocjubynskyj
Mihajlo Mihajlovič Kocjubinskij (ukrajinski: Михайло Михайлович Коцюбинський – Myhajlo Myhajlovyč Kocjubyns'kyj); (Vinnicja, 17. rujna 1864. – Černjigiv, 25. travnja 1913.) bio je ukrajinski pisac, pjesnik, autor kvalitetnih novela koje su nakon njegove smrti u Sovjetskom Savezu često bile temelj izrade pojedinih vrijednih sovjetskih filmova. Kocjubinskij je za svoga života autorski bio jako povezan s ukrajinskim ruralnim životom i običnim ljudima koji su se neprestano susretali sa životnim preprekama odrastajući u malim seoskim sredinama središnje Ukrajine. Na njegov rad su posebno utjecala književna djela Tarasa Ševčenka, Marka Vovčuka i Fjodora Dostojevskog. Odrastao je u ukrajinskom gradu Vinnicja, zatim Baru i još nekoliko manjih mjesta regije Podilja, gdje je njegov otac radio kao državni službenik.
Od 1876. do 1880. je polazio Šargorodsku Religijsku školu te je potom nastavio svoje školovanje u Kamjanec-Podiljskoj Teološkoj školi od kuda je protjeran radi svojih javno iznešenih političkih stajališta u sklopu socijalističkog pokreta. Već tada je bio opčinjen idejom buđenja ukrajinskog narodnog preporoda koji je počeo zahvaćati šire ukrajinske intelektualne krugove. Godine 1884., Kocjubinskij je napisao svoju prvu prozu na ukrajinskom jeziku imena «Andrij Solovijko» (ukrajinski: Андрій Соловійко). Ubrzo se priključuje pojedinim proukrajinskim organizacijama, a 1890. posjećuje zapadnu Ukrajinu i upoznaje se s ostalim utjecajnim ukrajinskim intelektualcima poput Ivana Franka i Volodimira Hnatjuka. 
U Ljvivu je napisao svoje prvo vrijedno ukrajinsko književno djelo «Naša hatka» (ukrajinski: Наша хатка), u prijevodu «Naša kuća», koje je ujedno objavljeno. Od tada je Kocjubinskij, što potajno – što javno, djelovao po cijeloj Ukrajini i ponegdje obnašao dužnosti državnog činovnika ili učitelja, posebno u Černigovskoj oblasti. Predvodio je proukrajinsko društvo «Prosvita» u Černigovu od 1906. do 1908. godine. Tijekom sovjetskog razdoblja, Kocjubinskij je nagrađen kao realist i revolucionarni demokrat. Njegov posmrtni literarni muzej je otvoren u njegovom rodnom mjestu Vinnicja 1927. godine, u kući gdje je rođen. Nekoliko sovjetskih filmova u svojoj izradi je koristilo upravo njegove autorske radove i novele poput «Konji nisu krivi» (ukrajinski: Коні не винні, 1956.), «Skupa cijena» (ukrajinski: Дорогою ціною, 1957.) i «Sjenke zaboravljenih predaka» (ukrajinski: Тіні забутих предків, 1957.).

## Neka djela
- «Fata Morgana»
- «Pack-storm»
- Na putu (В дорозі)
- Skupa cijena (Дорогою ціною)
- Konji nisu krivi (Коні не винні)
- Sin (Сон)
- Sjenke zaboravljenih predaka (Тіні забутих предків)
- Smijeh (Сміх)

## Vanjske poveznice
- Михайло Михайлович Коцюбинський (ukr.)
- Kotsiubynsky, Mykhailo (pseud: Zakhar Kozub), b 17 September 1864 in Vinnytsia, d 25 April 1913 in Kyiv. (eng.)
- Autorsko djelo: Тiнi забутих предкiв (ukr.)